# Lars Eller
Lars Fosgaard Eller (ur. 12 lipca 1989 w Rødovre) – duński hokeista, reprezentant Danii.
Jego ojciec Olaf (ur. 1960) i brat Mads (ur. 1995) również zostali hokeistami.

## Kariera
- Rødovre U20 / Rødovre SIK (2004-2005)
- Frölunda J18 (2005-2006)
- Frölunda J20 (2005-2008)
- Frölunda HC (2007-2009)
  -  Borås HC (2008)
- Peoria Rivermen (2009-2010)
- St. Louis Blues (2009-2010)
- Montréal Canadiens (2010-2016)
  -  JYP (2012)
- Washington Capitals (2016-2023)
- Colorado Avalanche (2023)
- Pittsburgh Penguins (2023-2024)
- Washington Capitals (2024-)

Wychowanek Rødovre IK. W drafcie NHL z 2007 został wybrany przez St. Louis Blues (runda 1, numer 13 - wówczas był najwyżej wybranym duńskim hokeistą w drafcie NHL - w 2008 wyżej został wybrany jego dawny kolega z drużyny, Mikkel Bødker). W tym klubie rozegrał siedem meczów w sezonie NHL (2009/2010). Od czerwca 2010 roku zawodnik Montréal Canadiens. W czerwcu 2012 roku przedłużył kontrakt z klubem o dwa lata. Od końca października 2012 do stycznia 2013 roku w okresie lokautu w sezonie NHL (2012/2013) związany kontraktem z fińskim klubem JYP. W lipcu 2014 przedłużył kontrakt z Canadiens o cztery lata. Od czerwca 2016 zawodnik Washington Capitals. W lutym 2018 przedłużył kontrakt z tym klubem o pięć lat. Od marca 2023 był zawodnikiem Colorado Avalanche, od lipca , a od listopada 2024 ponownie .
Uczestniczył w turniejach mistrzostw świata w 2008, 2010, 2012, 2016, 2019.

## Sukcesy
Reprezentacyjne
- Awans do mistrzostw świata do lat 18 Dywizji I: 2007

Klubowe
- Puchar Stanleya: 2018 z Washington Capitals

Indywidualne
- Mistrzostwa świata do lat 18 w hokeju na lodzie mężczyzn 2007#I Dywizja Grupa B:
  - Pierwsze miejsce w klasyfikacji asystentów turnieju: 7 asyst[12]
  - Drugie miejsce w klasyfikacji kanadyjskiej turnieju: 11 punktów[13]
- Elitserien (2008/2009):
  - Pierwsze miejsce w klasyfikacji strzelców wśród juniorów: 12 goli
  - Pierwsze miejsce w klasyfikacji kanadyjskiej wśród juniorów
- AHL 2009/2010:
  - AHL All-Star Classic
  - AHL All-Rookie Team
- Mistrzostwa Świata w Hokeju na Lodzie 2012/Elita:
  - Jeden z trzech najlepszych zawodników reprezentacji
- NHL (2017/2018) Play-off:
  - 7 czerwca 2018 zdobywca zwycięskiego gola w piątym meczu finału Vegas Golden Knights – Washington Capitals (3:4), przesądzającego o wygranej przez stołeczny zespół rywalizacji 4:1 i mistrzostwie w sezonie[14]

Wyróżnienie
- Najlepszy napastnik Danii: 2018